# ليون ديلاكروا
ليون ديلاكروا (بالفرنسية: Léon Delacroix )‏ (و. 1867 – 1929 م) هو سياسي، ومحامي، ومحامي، وقاضي بلجيكي، توفي في بادن بادن، عن عمر يناهز 62 عاماً.

## مناصب
تولى منصب رئيس وزراء بلجيكا (21 نوفمبر 1918–20 نوفمبر 1920)، وعضو مجلس النواب من بلجيكا.

## التعليم
تعلم في جامعة بروكسل الحرة.

## جوائز
حصل على جوائز منها:
- وسام الصليب الأكبر لجوقة الشرف
- الوشاح الأكبر لوسام الشمس المشرقة
- وسام الصليب الأعظم من وسام القديسين موريس ولعازر  [لغات أخرى]‏
- نيشان التاج البروسي
- وسام فارس الصليب الأعظم
- الصليب الأعظم لنيشان تاج السنديان
- Grand Officer of the Order of Leopold ‏
- الصليب الأعظم لنيشان كارلوس الثالث.

| المناصب السياسية     | المناصب السياسية                                  | المناصب السياسية           |
| -------------------- | ------------------------------------------------- | -------------------------- |
| سبقه Gérard Cooreman | رئيس وزراء بلجيكا 21 نوفمبر 1918 - 20 نوفمبر 1920 | تبعه Henri Carton de Wiart |